# Österreichischer Bauherrenpreis 1970
Mit dem Österreichischen Bauherrenpreis der Zentralvereinigung der Architekten Österreichs wurden im Jahr 1970 die folgenden Projekte ausgezeichnet:
| Realisierung                                                           | Bauherr | Planer                    |
| ---------------------------------------------------------------------- | --- | ------------------------- |
| Kindergarten in Wördern                                                | Marktgemeinde Wördern mit Bürgermeister Franz Pasruck, Landeshauptmann Andreas Maurer, Landesrat Leopold Grünzweig | Anton Schweighofer        |
| Studentenhaus Münzgraben Zubau hofseitig im Dominikanerkloster in Graz | Katholische Hochschulgemeinde Graz mit Hochschulseelsorger Egon Kapellari                                          | Atelier M9, Richard Gratl |
| Doppelwohnhaus in Aldrans                                              | Dieter Schwarz und Walter Schwarz                                                                                  | Horst Parson              |

Die Jury bildeten Puchhammer, Hans Purin, Rainer, Wawrik, Wörle, Wratzfeld von der Hildebrandt Ges.m.b.H.